# Wereldkampioenschappen jetskiën
De Wereldkampioenschappen jetskiën zijn door de Union Internationale Motonautique (UIM), in samenwerking met H2O Racing, georganiseerde kampioenschappen voor jetskiërs. 

## Erelijst

### Runabout GP1
| Editie | Jaar | Goud                     | Zilver              | Brons               |
| ------ | ---- | ------------------------ | ------------------- | ------------------- |
| 1      | 1996 | Joël Bontoux             | Jean-Luc Docquier   | Pierre Nataly       |
| 2      | 1997 | David Selles             | Lorenzo Camplani    | Jose Casanova       |
| 3      | 1999 | Didier Navarro           | Cyrille Lemoine     | Gimmi Bosio         |
| 4      | 2001 | Gimmi Bosio              | Lorenzo Benaglia    | Didier Navarro      |
| 5      | 2002 | Gimmi Bosio              | Cesare Vismara      | Nadir bin Hendi     |
| 6      | 2003 | Nadir bin Hendi          | Didier Navarro      | Lorenzo Benaglia    |
| 7      | 2004 | Didier Navarro           | Mohamed Al Mansouri | Rashid Al-Tayer     |
| 8      | 2005 | Steve Stievenart         | Christian Speciale  | Laszlo Sumegi       |
| 9      | 2006 | Cyrille Lemoine          | Gimmi Bosio         | Jose Manuel Cruzado |
| 10     | 2007 | Davy Vaitilingon         | Philippe Chastanet  | Jean-Philippe Dies  |
| 11     | 2008 | Constantinos Malamanitis | Laszlo Sumegi       | Andras Vagott       |
| 12     | 2009 | Teddy Pons               | Lorenzo Benaglia    | Jordi Tomas         |
| 13     | 2010 | Cyrille Lemoine          | François Medori     | Teddy Pons          |
| 14     | 2011 | Mattia Fracasso          | François Medori     | Cyrille Lemoine     |
| 15     | 2012 | François Medori          | Cyrille Lemoine     | Lorenzo Benaglia    |
| 16     | 2013 | Yousef Al Abdulrazzaq    | Cyrille Lemoine     | Jérémy Perez        |
| 17     | 2014 | Teddy Pons               | Jérémy Perez        | Lars Åkerblom       |
| 18     | 2015 | Yousef Al Abdulrazzaq    | Jean-Baptiste Botti | Jérémy Perez        |
| 19     | 2016 | Yousef Al Abdulrazzaq    | James Bushell       | Lars Åkerblom       |
| 20     | 2017 | Yousef Al Abdulrazzaq    | Lars Åkerblom       | James Bushell       |
| 21     | 2018 | Jérémy Perez             | Lars Åkerblom       | James Bushell       |
| 22     | 2019 | Jérémy Perez             | Samuel Johansson    | Marcus Jorgensen    |
| 23     | 2020 | Yousef Al Abdulrazzaq    | Marcus Jorgensen    | Jérémy Perez        |